# Dinamometro

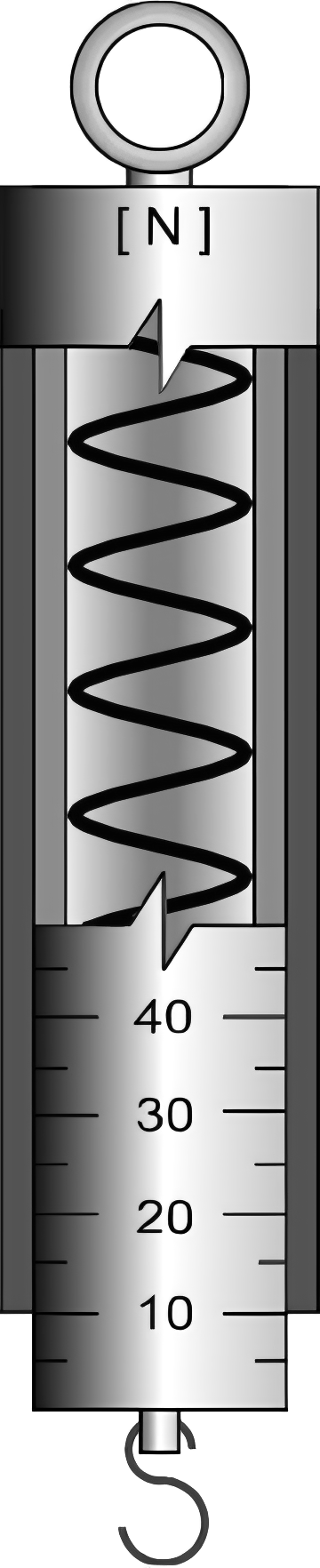
Disegno schematico di un dinamometro a molla con scala in Newton (N).

Il dinamometro (dal greco: δύναμις, dýnamis, forza, potenza e μέτρον, métron, misura) è uno strumento di misura utilizzato in meccanica per determinare l'entità di una forza ad esso applicata. Il meccanismo di misurazione utilizza il principio della legge di Hooke, per il quale la deformazione di un materiale elastico è direttamente proporzionale alla forza applicata al materiale stesso.

## Descrizione

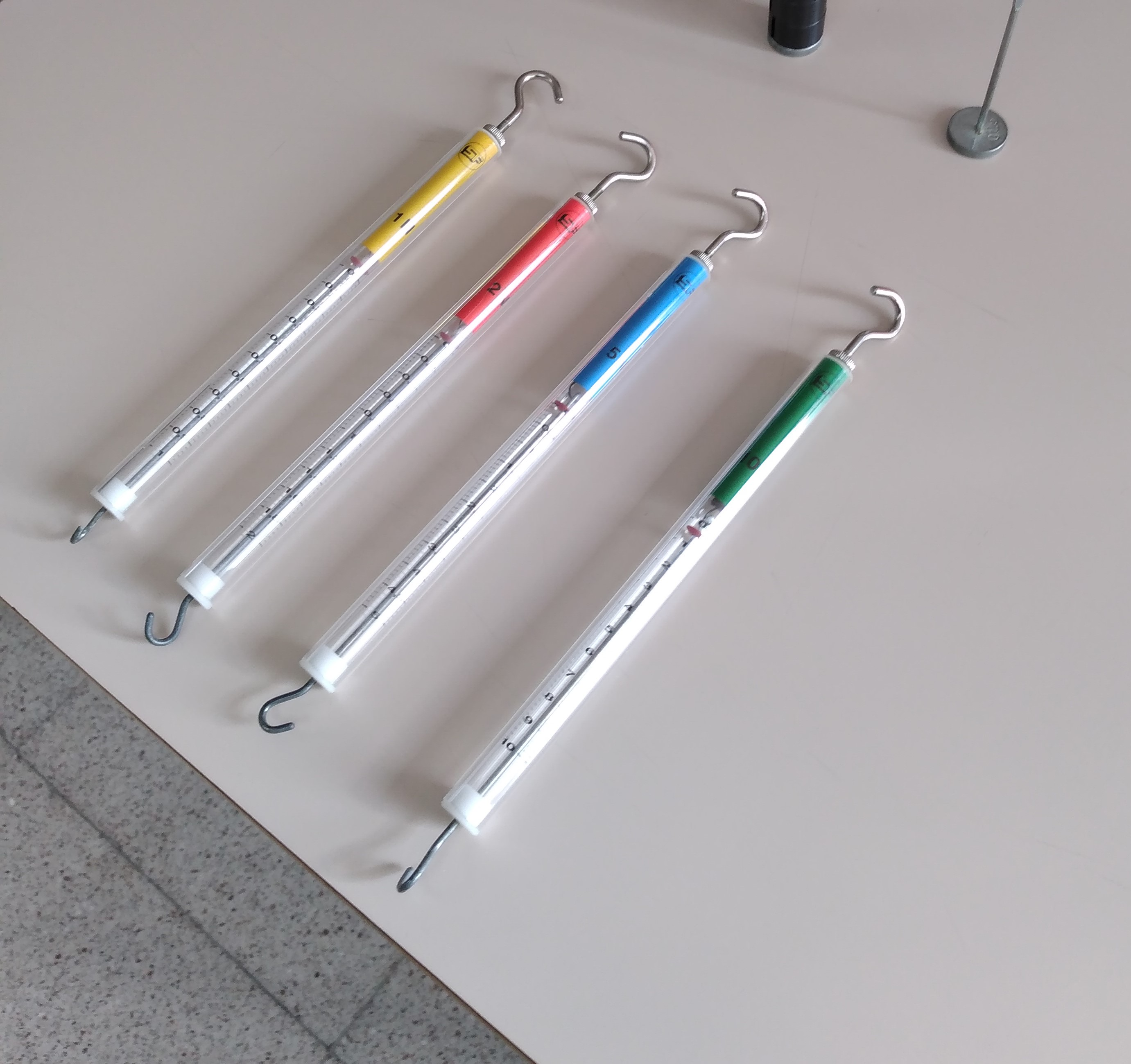
Dinamometri da laboratorio di varia portata: 1 N, 2 N, 5 N e 10 N

Esistono in commercio diversi tipi di dinamometri, tra cui dinamometri a leva, a pendolo o elastici e persino a "molla ". Gli apparecchi più comuni sono costituiti essenzialmente da una molla (che si comporta come un corpo elastico) e da una scala graduata parallela al vettore forza da misurare, e quindi alla direzione della deformazione della molla. Trattandosi di uno strumento per la misurazione della forza, l'unità di misura riportata nella scala graduata può essere in Newton, il dyne o il kilogrammo peso.
Come ogni dispositivo fisico di misura, ad ogni dinamometro viene associata una specifica portata (valore massimo misurabile con l'apparecchio stesso) e sensibilità (valore minimo stimabile). La portata dello strumento è, in genere, indicata sullo strumento stesso o, in alternativa, può essere letto sulla scala dello strumento stesso e, in genere, dinamometri di portata diversa vengono identificati con colori diversi che ne agevolano il riconoscimento da parte dell'operatore di laboratorio. Esistono in commercio dinamometri da laboratorio di varie portate: da 0,1 N a 10 N ed oltre.
Esempi applicativi del dinamometro sono costituiti, ad esempio, dagli apparecchi in dotazione dal personale di terra negli aeroporti per la misura del peso dei bagagli, o, in campo tessile, dal macchinario per studiare la forza di adesione del rivestimento dei tessuti ricoperti in condizioni di asciutto o bagnato, o, in campo edilizio, dai dispositivi abbinati alle gru elevatrici per monitorare i pesi dei materiali edili movimentati, in quest'ultimo caso al fine di non superare il carico massimo ammissibile da parte del dispositivo.
Dovendo lo strumento sfruttare le proprietà dei corpi elastici è necessario porre attenzione nell'uso dello strumento, in quanto superando la portata dello strumento stesso si incorre il rischio di superare il limite di elasticità, producendo una deformazione permanente della molla interna allo strumento e rendendo, quindi, lo strumento inutilizzabile.